# Podkampinos
Podkampinos – wieś w Polsce położona w województwie mazowieckim, w powiecie warszawskim zachodnim, w gminie Kampinos. Ma status sołectwa.
| SIMC    | Nazwa   | Rodzaj    |
| ------- | ------- | --------- |
| 0003292 | Krubice | część wsi |

W latach 1975–1998 miejscowość administracyjnie należała do województwa warszawskiego.